# Herold
En herold var oprindelig en budbringer udsendt af en konge eller adelig for at viderebringe en meddelelse eller proklamation gerne på vers. Herolderne bar ofte en kåbe med deres herres våben.
Herolderne styrede turneringsvæsenet og skulle have viden om riddernes våbenskjolde (heraldikken). Den del blev med tiden vigtigere og mere reguleret. I flere lande varetages den stadig af herolder.
Heroldernes embeder inddeles i Storbritannien i tre niveauer, hvor de yngste herolder kaldes persevanter og de overordnede kaldes våbenkonger. Der er i dag aktive officielle herolder i det Forenede Kongerige og flere Commonwealth-lande samt i Irland (Chief Herald of Ireland) og Spanien (Cronista de Armas). De engelske herolder er samlet i heroldkollegiet College of Arms, mens Lord Lyon King of Arms leder Lyon Court i Skotland.

## Herolder i England
I England er der både ordinære og ekstraordinære herolder og persevanter. De ordinære regnes som medlemmer af College of Arms, mens de ekstraordinære ofte udpeges til at deltage i en bestemt ceremoni.

### Våbenkonger
- Garter Principal King of Arms
- Clarenceux King of Arms
- Norroy and Ulster King of Arms

### Herolder (ordinære)
- Chester Herald
- Lancaster Herald
- Windsor Herald
- Somerset Herald
- Richmond Herald
- York Herald

### Persevanter (ordinære)
- Bluemantle Pursuivant
- Portcullis Pursuivant
- Rouge Croix Pursuivant
- Rouge Dragon Pursuivant

## Private herolder
En række adelsslægter har gennem tiden haft egne herolder til varetagelse af heraldiske og genealogiske spørgsmål. 

### Private herolder i dag
I Skotland er der fire private persevanter, som er anerkendt af Lyon Court. Disse herolder udpeges af klanhøvdingene og tager sig af klanernes heraldik og genealogi.
De fire private persevanter er:
- Slains Pursuivant (p.t. Peter Drummond-Murray of Mastrick.jpg)
- Garioch Pursuivant (p.t. Hugh David Paul de Laurier)
- Endure Pursuivant (p.t. Alexander Walter Lindsay)
- Finlaggan Pursuivant (vakant efter at Adam Bruce i 2008 blev Unicorn Pursuivant)

## Galleri
- Adam Bruce (til højre) ved sin indsættelse som Finlaggan Pursuivant of Arms. Hans våbenjakke er udsmykket med clanen Donalds våben.
- Slains Pursuivant
- Endure Pursuivant
- Rothesay Herald of Arms, etableret 1398 og stadig i funktion